# Evangelos Manouchos
Evangelos Manouchos (Grieks: Ευάγγελος Μανούχος; Nauplion, 13 februari 1989) is een Grieks voetbalscheidsrechter. Hij is in dienst van FIFA en UEFA sinds 2022. Ook leidt hij sinds 2018 wedstrijden in de Super League.
Op 3 september 2018 leidde Manouchos zijn eerste wedstrijd in de Griekse nationale competitie. Tijdens het duel tussen Levadiakos en Apollon Smyrnis (1–0) trok de leidsman vijfmaal de gele en eenmaal de rode kaart. In Europees verband debuteerde hij op 14 juli 2022 tijdens een wedstrijd tussen Kauno Žalgiris en MFK Ružomberok in de eerste voorronde van de UEFA Europa Conference League; het eindigde in 0–0 en Manouchos trok driemaal een gele kaart. Zijn eerste interland floot hij op 10 juni 2024, toen Nederland met 4–0 won van IJsland door doelpunten van Xavi Simons, Virgil van Dijk, Donyell Malen en Wout Weghorst. Tijdens deze wedstrijd hield Manouchos zijn kaarten op zak.

## Interlands
| Datum        | Plaats               | Wedstrijd           | Uitslag | Competitie        | Kreeg geel | Kreeg voor de tweede keer geel en dus rood | Weggestuurd |
| ------------ | -------------------- | ------------------- | ------- | ----------------- | ---------- | ------------------------------------------ | ----------- |
| 10 juni 2024 | Rotterdam, Nederland | Nederland – IJsland | 4 – 0   | Vriendschappelijk | 0          | 0                                          | 0           |

Laatste aanpassing op 28 juli 2024.